# ザアル (アレクサンドレ1世の子)
ザアル（グルジア語: ზაალი、グルジア語ラテン翻字: Zaali、1425年 – 1455年）は、バグラティオニ朝ジョージア王国の王族。

## 生涯
ジョージア王アレクサンドレ1世の第5王子であり、母親はイメレティ王アレクサンドレ1世の娘タマル。
いくつかの文献によると、ザアルは誕生時にジョージアの共同君主に任命されたとあり、おそらく1425年または1428年であると考えられている。他方、別の文献によると、ザアルは1433年から1442年までの間しか共同君主の座についていなかったとも明記されている。